# Adolf des Coudres

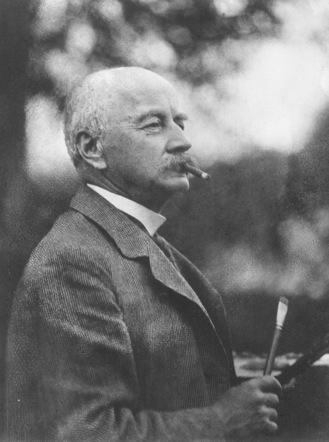
Adolf Des Coudres

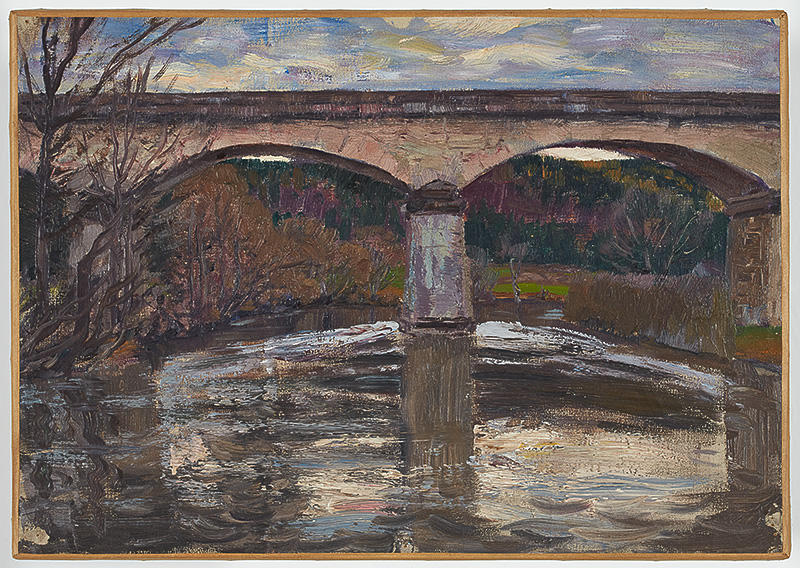
Puente

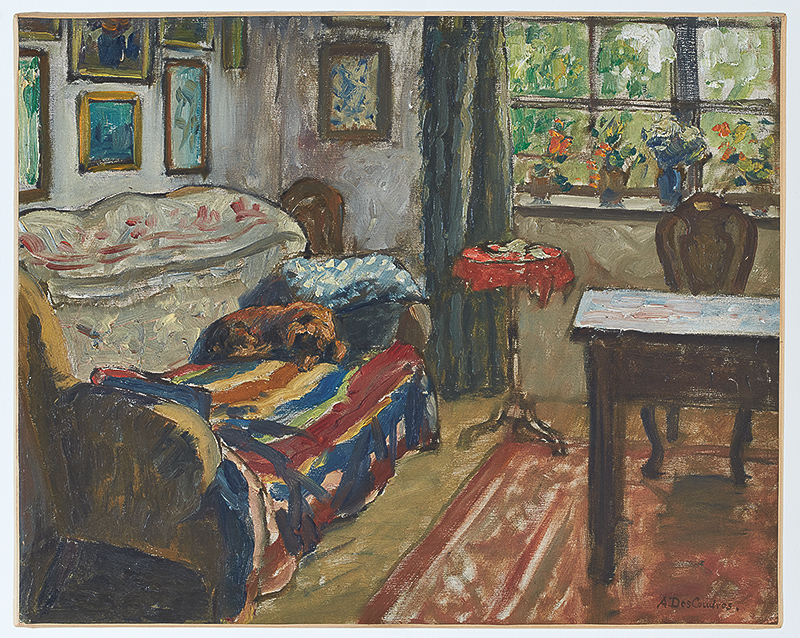
Perro en el sofá

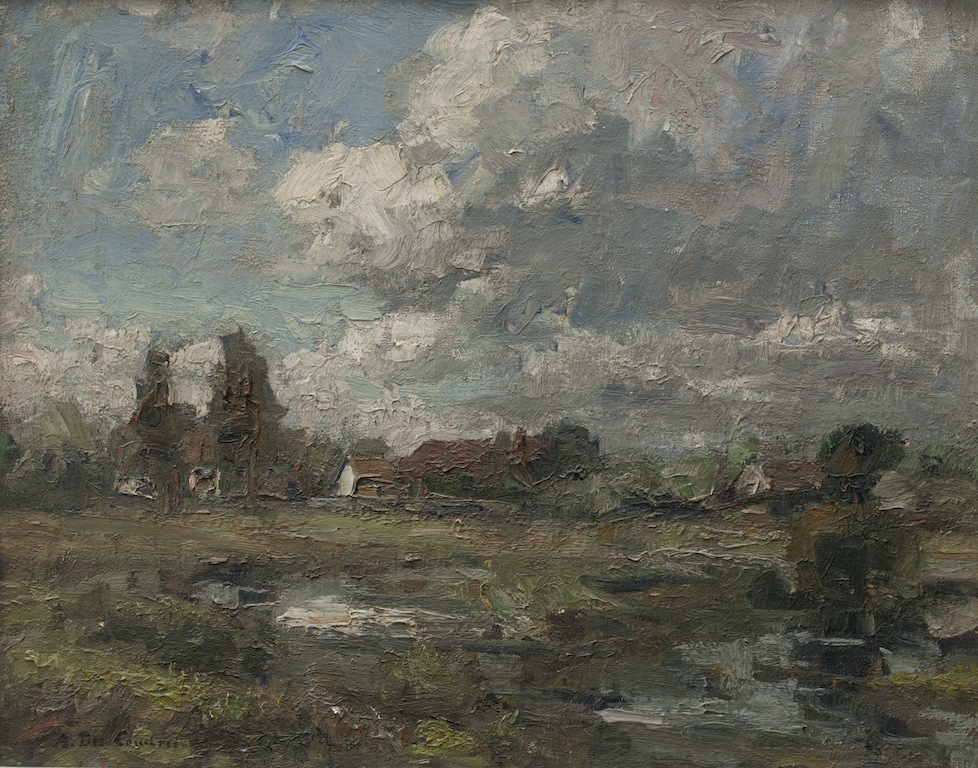
Paisaje

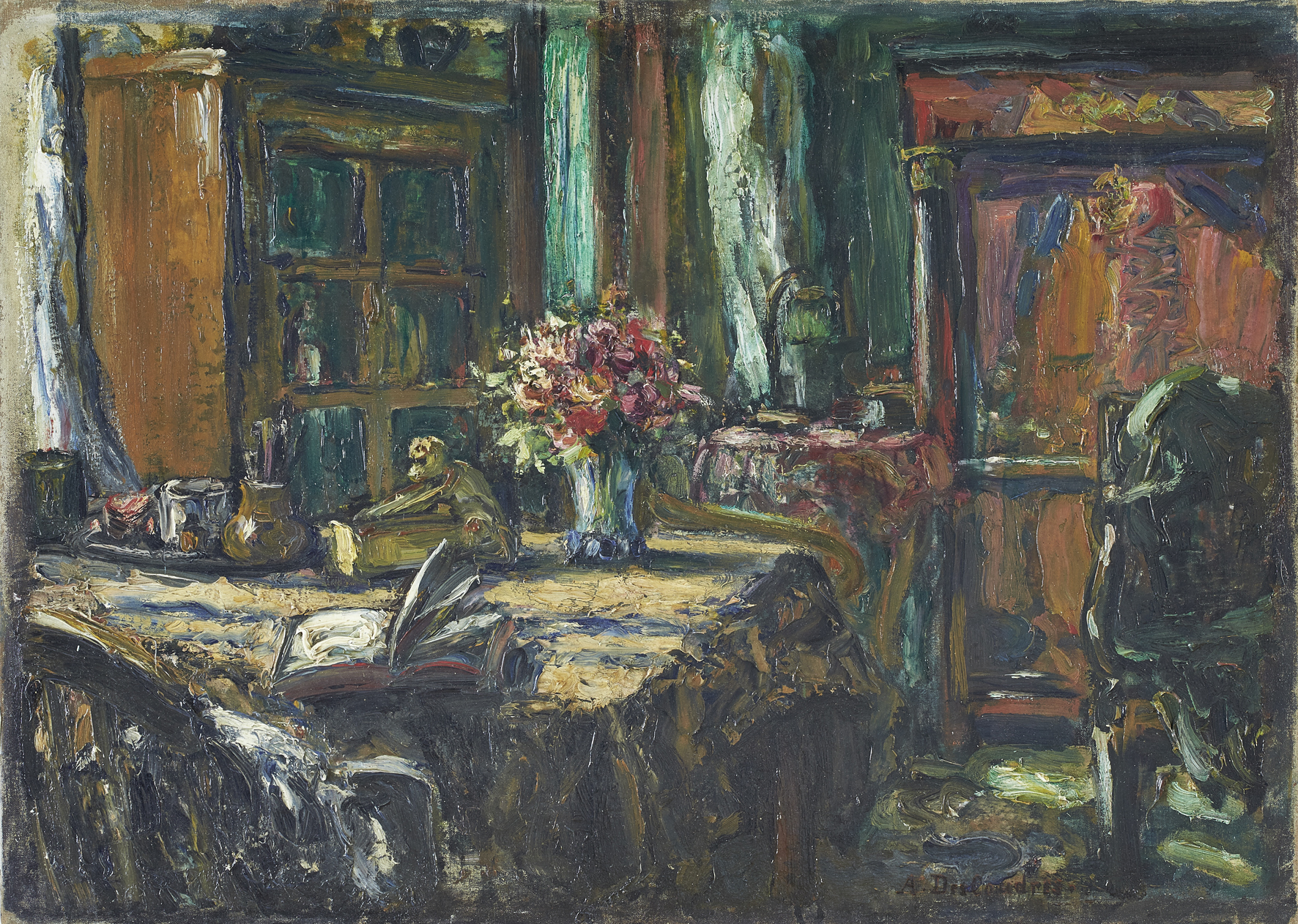
Interior con ramo de flores.

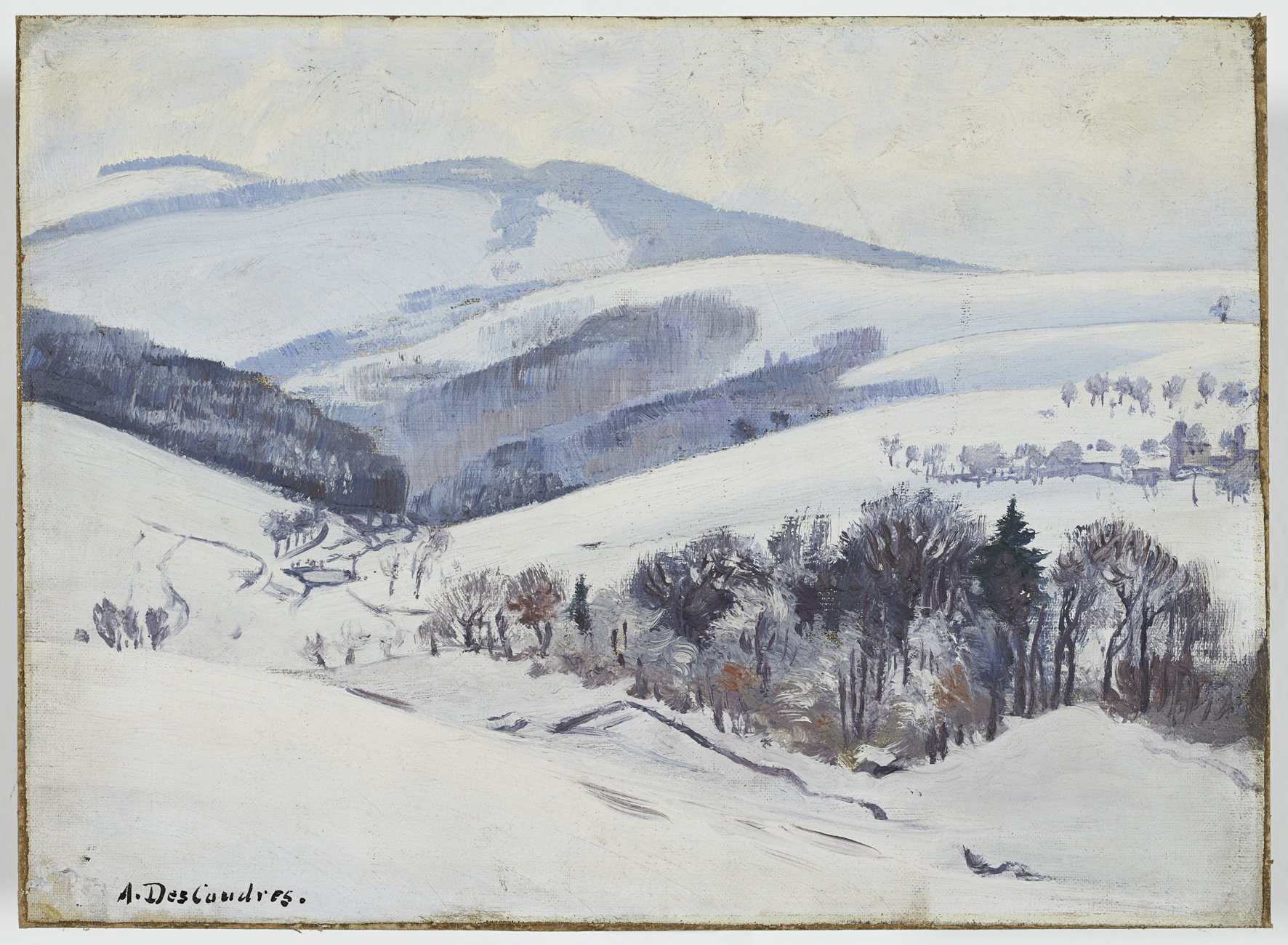
Paisaje invernal

Adolf Des Coudres (2 de junio de 1862 en Karlsruhe - 21 de septiembre de 1924 en Fürstenfeldbruck) fue un pintor paisajista alemán.

## Vida

### Formación y estilo de los primeros años.
Adolf Des Coudres nació el 2 de junio de 1862 en Karlsruhe. Provenía de un entorno acomodado y de clase media alta.  Su padre Ludwig Des Coudres (1820-1878) fue pintor y profesor de pintura en la Academia de Arte de Karlsruhe, pero no apoyó las aspiraciones artísticas de su hijo Adolf, quien sólo pudo empezar a estudiar arte después de su muerte.  En 1881, a la edad de 19 años, Adolf Des Coudres ingresó a la academia de arte de su ciudad natal y fue alumno de Gustav Schönleber (1851-1917). Estudió con él sobre todo la pintura de paisajes largos años, de 1881 a 1890. En estos años el desarrollo artístico de Des Coudres estuvo muy influenciado por las pinturas de Schönleber y su círculo. Des Coudres también recibió sus sugerencias sobre viajes de estudios. Visitó varias “colonias de pintores”, en particular la colonia de artistas de Gutach en la Selva Negra, donde conoció a Franz Gräßel (1861-1948), Albert Kappis (1836-1914) y Hermann Dischler (1866-1935).

### Periodo de Karlsruhe
Desde 1890 Adolf Des Coudres trabajó como pintor independiente en su ciudad natal, Karlsruhe, hasta 1909 y durante este tiempo participó con sus pinturas de paisajes impresionistas en varias exposiciones de arte en Baden-Baden, Karlsruhe y Múnich.  Entonces vivía en la Bismarckstrasse 75 y en 1891 fijó su estudio en la Westendstrasse. A pocas casas de distancia se encontraba otra casa-estudio en la que se fundó en 1884 la Escuela de Pintura de Karlsruhe como empresa privada.  En 1892 y 1893, Des Coudres expuso en el Palacio de Cristal de Múnich cuadros en los que retrató su estancia en el Mar Báltico en la colonia de artistas de Ahrenshoop: Casas en las dunas (1892) y Casas de pescadores en el Mar Báltico (1893). En el Palacio de Cristal de Múnich también se exhibieron pinturas de dos viajes a Holanda de mediados de la década de 1890. De 1891 a 1903 estuvo presente cada año con sus cuadros en las importantes exposiciones de arte en el Palacio de Cristal de Múnich.

### Emmering y Fürstenfeldbruck
En 1910, Adolf Des Coudres se trasladó al pueblo de Emmering en el distrito de Fürstenfeldbruck y construyó una villa con estudios para él y su hermana Luise en la calle Emmeringer 55. Vivía en el mismo barrio que sus amigos, los pintores Franz Gräßel y Henrik Moor (1876-1940). Todos ellos eran miembros del grupo Luitpold de Múnich, que existía desde 1892 y  fue dirigido por Fritz Baer de 1907 a 1919. En los años 1910, 1911 y de 1916 a 1924, Des Coudres participó en las exposiciones de arte en el Palacio de Cristal de Múnich.  En julio de 1914 también participó en la primera exposición de arte en Fürstenfeldbruck. En 1915 murió su hermana Luise, que lo había acompañado durante toda su vida y había vivido con él. En 1918 decidió vender su villa y alquilar un apartamento en el centro de Fürstenfeldbruck, en el primer piso de la Bexenhaus (Schöngeisinger Straße 6). 
El 3 de noviembre de 1921 se casó con la pintora letona Selma Plawneek, 20 años menor que él. El padrino fue el escritor Hans Erich Blaich, alias Dr. Owlglass. Su matrimonio sólo duró tres años porque Adolf Des Coudres murió en Fürstenfeldbruck el 21 de septiembre de 1924. Él y su esposa Selma, fallecida en marzo de 1956, están enterrados en el antiguo cementerio de Emmering.

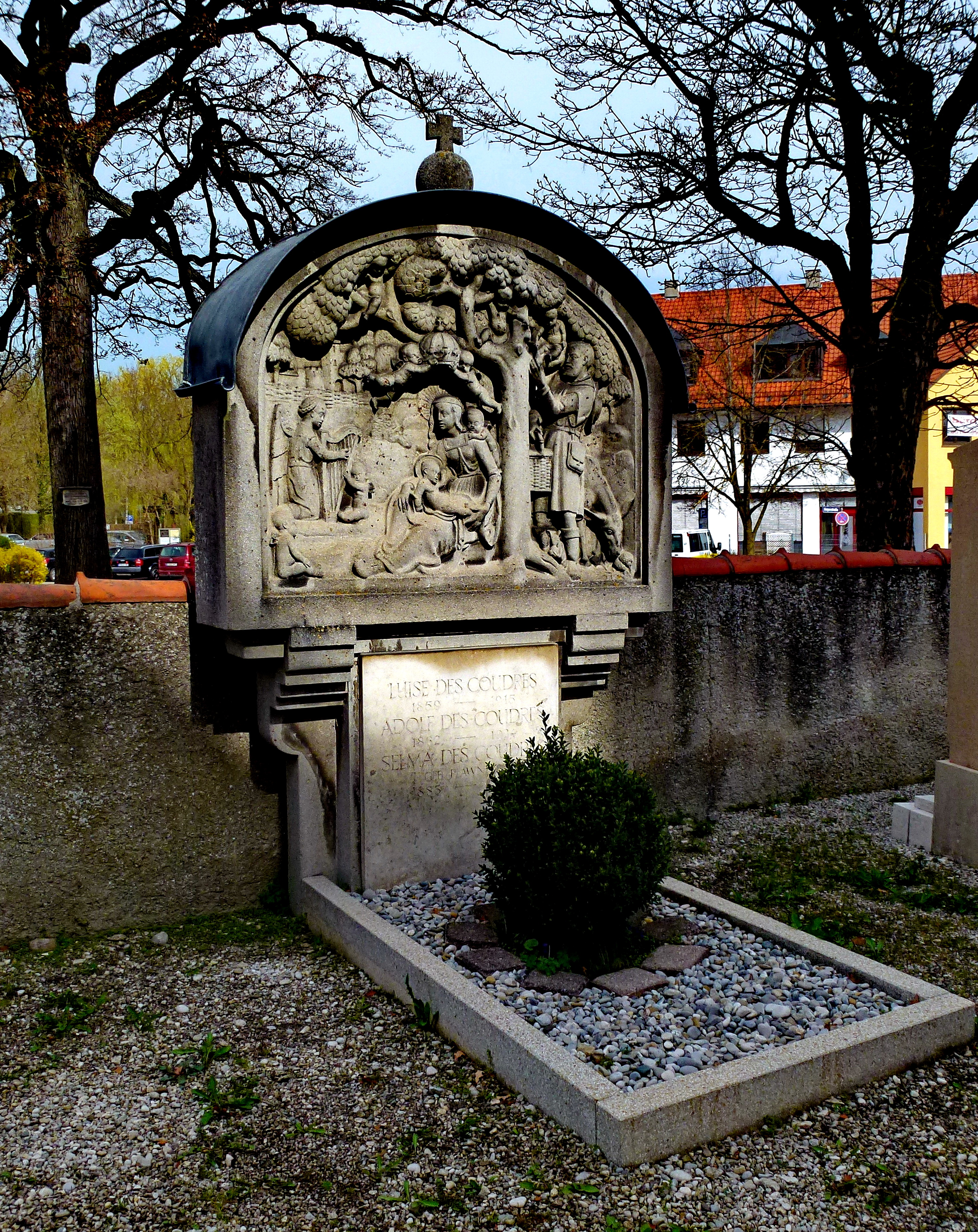
Cementerio de la iglesia parroquial católica de San Juan Bautista y Evangelista en Emmering, lápida de la familia Des Coudres: Luise Des Coudres (1859-1915), Adolf des Coudres (1862-1924), Selma des Coudres, nacida. Plawneek (1883-1956)

## Evolución estilística
La combinación de colores de Adolf Des Coudres se basaba en la escuela de pintura de Karlsruhe. Al igual que su maestro Schönleber, Des Coudres utilizó principalmente colores puros y rara vez brillantes. Los tonos tierra predominan en la representación de la naturaleza; pero también diferentes tonos de gris y un rojo ladrillo oscuro son ejemplos de las preferencias coloristas de Des Coudres. Los tonos oscuros de verde, azul y gris también le atraían sobre todo en la naturaleza. Los acentos de color fuertes son raros en su fase inicial y generalmente están vinculados a objetos o decoraciones específicos. La selección arbitraria de los detalles de la imagen y los patrones compositivos del Art Nouveau también muestran las influencias de Schönleber. 
A pesar de los relativamente frecuentes viajes de estudio de Des Coudres al norte o sur de Alemania o a países vecinos, los paisajes del entorno de Karlsruhe siguieron siendo sus motivos preferidos. Des Coudres normalmente escogía motivos muy discretos, árboles junto a pequeños ríos, algunas casas antiguas, un pequeño pueblo. Lo único que importaba era el estado de ánimo, una característica esencial del denominado “paysage intime”. 
Después se nota un cambio estilístico en algunas de las obras posteriores de Adolf Des Coudres. Sus cuadros se alejan del estilo impresionista hacia cuadros más expresionistas a través de una vivaz y empastada aplicación de pintura con un pincel ancho. En la obra de Des Coudres, junto con la naturaleza, la arquitectura fue uno de los motivos más importantes desde su época de estudiante. En sus primeros dibujos y pinturas hay una mirada romántica y “nostálgica” por lo pintoresco, que se refleja en motivos como puentes, escaleras o patios traseros. En los últimos años añade algunos temas más coloridos, a veces de aspecto alegre, muy lejos de las obras más oscuras y melancólicas de sus primeros años. En el último período creativo surgieron las naturalezas muertas y los interiores como nuevos temas pictóricos. 

## Obras (selección)
- En el estanque
- El jardin
- A la altura
- Un dia gris
- Inicio de la primavera
- A través del páramo
- Gran puente
- Perro en el sofá
- Paisaje
- Luise en el jardin
- Cerca de St. Maergen
- Interior con ramo de flores.
- Paisaje de invierno

## Enlaces web
- Exposición del Stadtmuseum Fürstenfeldbruck Selma y Adolf Des Coudres: una pareja poco común de artistas